# 歯音

歯音の発声

調音部位

唇音
両唇音
唇歯音
舌頂音
舌尖音 / 舌端音
舌唇音
歯間音
歯音
歯歯茎音
歯茎音
後部歯茎音
そり舌音
歯茎硬口蓋音
舌背音
硬口蓋音
軟口蓋音
口蓋垂音
咽喉音
咽頭音
喉頭蓋音
声門音
二重調音
両唇軟口蓋音

▶ 調音方法

歯音（しおん、英: dental）は、上前歯の裏又は先と、舌尖又は舌端とで調音される子音。

## 国際音声記号
国際音声記号（IPA）は、歯音専用の記号をほとんど持っていない。必要な場合には歯茎音の文字に歯音を表す補助記号を加えることによって表される。たとえば破裂音は t̪ d̪ のように表される。
- [θ] - 無声歯摩擦音
- [ð] - 有声歯摩擦音
- [ǀ] - 歯吸着音

## 歯音と歯茎音
歯音には舌尖音と舌端音があり得る。国際音声記号では前者を[θ̺]のように、後者を[θ̻]のように表すことができるが、実際には舌端音であることが多い。舌端音の歯音は実際には舌が歯茎にも接触するため、歯・歯茎音 (denti-alveolar) と呼ばれることもある。
ドラヴィダ語族のいくつかの言語などでは歯音と歯茎音が音韻的に区別される。しかし、単に歯音と歯茎音というだけの区別ではなく、舌尖音と舌端音の違いを含むことが多く、通常は歯音の方が舌端音、歯茎音の方が舌尖音になる。
両者の対立がない場合、教科書などではしばしば英語の t d n l は歯茎音であり、フランス語では歯音であると記述されているが、実際には英語話者でも2割から3割は歯音で発音しており、逆にフランス語でも同じくらいの人が歯茎音で発音している。